# Skirner
I nordisk mytologi er Skirner eller Skírnir (norrønt for den lyse) Frejs tjener. I historien om Frejs elskov, fortalt i digtet Skírnismál fra den Ældre Edda, bliver Skirner sendt som budbringer til Jotunheim for at arrangere et møde med jætten Gerd på Frejs vegne, mod at han får Frejs sværd i belønning. Gerd afviser dog at mødes med ham, indtil Skirner truer hende med Gambanteinn, en magisk tryllestav.
I kapitel 34 af Yngre Edda, i digtet Gylfaginning, hjælper Skirner også Odin. Efter at Fenrisulven er sluppet væk, besøger Skirner dværgene i bjergene, der er kendt for deres smedekunst. Sammen smeder de den magiske kæde Gleipner, der skal lænke ulven.